# Schacht und Hütte
Schacht und Hütte, Band 72 von Karl May's Gesammelten Werken des Karl-May-Verlages, ist ein Sammelband mit Texten aus der Redakteurszeit des Autors beim Verlag H. G. Münchmeyer.

## Entstehungsgeschichte

Titelblatt von 1876

1875 verließ der Redakteur Otto Freitag den Münchmeyer-Verlag, für den er die Zeitschriften Der Beobachter an der Elbe. Unterhaltungsblätter für Jedermann und Der Nachtwächter an der Elbe herausgegeben hatte.
Trotz der erst kurz zurückliegenden Haftstrafe Karl Mays und der noch laufenden Polizeiaufsicht engagierten die Brüder Münchmeyer den damals 33-Jährigen als neuen Redakteur. Dieser brachte seine Novelle Wanda und die Kurzgeschichte Der Gitano. Ein Abenteuer unter den Carlisten (heute im Band 48 Das Zauberwasser) als eigene Beiträge in die letzte Ausgabe des Beobachters an der Elbe ein. Wanda war die erste unter seinem Namen erscheinende Erzählung, in Der Gitano schrieb May erstmals in der „Ich“-Form.
Zu dieser Zeit hatte er bereits das Konzept für eine neue Zeitschrift fertig: Schacht und Hütte. Blätter zur Unterhaltung und Belehrung für Berg-, Hütten- und Maschinenarbeiter. Im ersten und einzigen ab September 1875 erscheinenden Jahrgang publizierte er neben vielen Beiträgen anderer Autoren seine Geographischen Predigten, zahlreiche populärwissenschaftliche Beiträge und Statistiken, einige Gedichte und moralische Abhandlungen.
Als zweite Zeitschrift gab er das Deutsche Familienblatt heraus, das ebenfalls nur einen Jahrgang erlebte.
Euchar Albrecht Schmid trieb erst 1916 ein vollständiges Exemplar des lange verschollenen Zeitschriftenjahrgangs auf und konnte die Geographischen Predigten noch 1916 als Separatdruck, freilich mit gravierenden Bearbeitungen, herausgeben. Später fanden sie einen Platz in „Ich“ (GW34) der Gesammelten Werke; ab 1968 dann in Schacht und Hütte (GW72), wo sie noch heute zu finden sind, und zwar zunächst mit folgenden Werken:
- Das Gewissen (aus Schwarzes Buch, Münchmeyer-Verlag 1871–1874, Mays Autorenschaft unsicher)
- Wanda (aus Der Beobachter an der Elbe, 1874/1875)[4]
- Die Fastnachtsnarren (aus Deutsches Familienblatt, 1875)[5]
- Gesammelte Aufsätze (aus Schacht und Hütte, 1875)
- Geographische Predigten (aus Schacht und Hütte, 1875/1876)[6]
- Fundgrube Vater Abraham (aus Schacht und Hütte, 1875/1876, von E.v.T.)
- Ein Fang (aus Feierstunden am häuslichen Heerde, 1876)

Aus der Neuauflage des Bandes 1996 wurden die beiden letzten Beiträge entfernt.
Hatte der Herausgeber Roland Schmid ursprünglich angenommen, die Autorenangabe bei Fundgrube Vater Abraham, E.v.T. bedeute „Ernst von Thal“ (Mays Geburtsort „Ernstthal“!), so stellte schon 1969 Manfred Hecker zweifelsfrei fest, dass es sich dabei um den Schriftsteller August Peters (Pseudonym „Elfried von Taura“) handelt.
Die anonyme Humoreske Ein Fang wurde lange Karl May als literarische Abrechnung mit dem Ernstthaler Gendarmen Frenzel zugeschrieben. Aus stilistischen Gründen ist dies von der Karl-May-Forschung angezweifelt worden und darum ist die Kurzgeschichte ebenfalls nicht mehr in der Neuauflage enthalten.

## Inhalt
Dieser Sammelband (GW72) mit Aufsätzen und Geschichten aus Karl Mays Anfangszeit enthält folgende Texte:
1. Das Gewissen
2. Wanda
3. Die Fastnachtsnarren
4. Weltall – Erde – Mensch[10]
5. Schätze und Schatzgräber[11]
6. Mit Dampf um den Erdball[12]
7. Verteidigung eines Vielverkannten[13]
8. Bete und arbeite![14]
9. Die Helden des Dampfes[15]
10. Ein königlicher Proletarier[16]
11. Des Menschen Wille ist sein Himmelreich[17]
12. Ehrlich währt am längsten
13. Gedenke des Todes![18]
14. Über Freundschaft
15. Herbstgedanken[19]
16. Haus- und Familienreden 1[20]
17. Haus- und Familienreden 2
18. Ein Lichtspender[21]
19. Mit dem Dampfross[22]
20. Ein jetzt Vielgenannter[23]
21. Der Kanal von Suez[24]
22. Geographische Predigten

### Das Gewissen
Grunert und der reiche Waldbauer werben um dasselbe Mädchen; Grunert „gewinnt“. Der Waldbauer begeht aus Rache Brandstiftung und vernichtet später Grunerts und seines Schwagers – eines Wilderers aus Not – Existenz. Er erwischt beide beim Wildern und bringt sie ins Gefängnis. Nach dem Abbüßen der Strafe bleibt Grunert ehrenhaft, während sein Schwager beim Waldbauern Brandstiftung begeht und diesen als Täter verdächtigt (Versicherungsbetrug). Erst bei der Gerichtsverhandlung plagt alle das „Gewissen“ und die früheren Bosheiten des Waldbauern werden offengelegt.
Wäre die Erzählung von Karl May, wäre sie die früheste nachgewiesene Erzählung und müsste vor seiner Haft in Waldheim entstanden sein. Hainer Plaul bezweifelt die Urheberschaft Mays und begründet es u. a. mit untypischen Elementen (das Gewissen erwacht ohne äußeren Anstoß) und der Nennung eines „Waldbauern“ und anderer Ausdrücke, die es in Mays Heimat nicht gegeben habe. Thomas Schwettmann dagegen war überzeugt, dass Karl May den Text verfasst oder wenigstens sehr gut gekannt haben muss.

### Wanda
Wanda von Chlowicki, die „wilde Polin“, ist das begehrteste Mädchen eines erzgebirgischen Städtchens. Der Schornsteinfeger und Dichter Emil Winter kann eine Intrige ihres Verlobten Baron Säumen, eines Banknotenfälschers, vereiteln, der aus finanzieller Not entweder eine Heirat erzwingen oder ihren Tod herbeiführen will. Alle Bösewichte – ein korrupter Polizeibeamter, ein falscher Ballonfahrer und auch der Baron selbst – kommen ums Leben und Winter verlobt sich mit Wanda.
Deutliche Anklänge an die Kolportageromane, die May später für Münchmeyer schrieb, sind in dieser Novelle schon vorhanden.  Die hier vorkommenden Szenen einer Rettung aus Bergnot, eines Brandes und eines tödlichen Sturzes sind auch in Mays späteren Werken immer wieder vorhanden. Der zweite Teil der Erzählung weist so starke Schwächen auf, dass die Autorenschaft Mays für diese Kapitel von manchen Literaturforschern bezweifelt wird.

### Die Fastnachtsnarren
Heinrich Hahnemann und Louise (anfangs: Marie) Wadenbach lieben sich, aber der Vater Wadenbach ist gegen die Verbindung. Er streitet mit dem Vater Hahnemann um den Vorsitz des „Zipfelmützenclubs“. Gewinnen soll derjenige, der den anderen am Fastnachtsdienstag am Auffälligsten „zum Narren“ hält. Nach allerhand Turbulenzen unterliegt Wadenbach zwar, kann den Vorsitz aber behalten, als er der Heirat der Kinder zustimmt.

### Geographische Predigten
1. Himmel und Erde
2. Land und Wasser
3. Berg und Thal
4. Wald und Feld
5. Mensch und Thier
6. Strom und Straße
7. Stadt und Land
8. Haus und Hof

In den Geographischen Predigten werden die didaktischen Absichten Mays am deutlichsten. Sie gehen von einem sehr weit gefassten Geographiebegriff aus. Was May beabsichtigte, war eine „Volksaufklärung“ im Sinne christlicher Pädagogen und Schriftsteller des 19. Jahrhunderts wie etwa Ludwig Aurbacher. In den acht Predigten verbindet May religiöse, sachwissenschaftliche, naturphilosophische und unterhaltende Elemente miteinander.